# Grießalm
Die Grießalm ist eine 182 Hektar große Alm in der Gemeinde Steinbach am Attersee im österreichischen Bundesland Oberösterreich. Die im Besitz der Österreichischen Bundesforste befindliche Alm liegt westlich des Hochleckenkogels, im Nordwestteil des Höllengebirges, in einer Seehöhe von 1550 m ü. A. Die Grießalm ist eine Servitutsalm, wobei 11 Bauern auftriebsberechtigt sind. Auf einer Weidefläche von 17 Hektar werden etwa 25 Rinder behirtet. Auf der Alm befinden sich das Hochleckenhaus und ein Almgebäude. 

## Wanderwege
- Weg 824 von der Kienklause zum Hochleckenhaus
- Weg 825 von der Taferklause zum Hochleckenhaus